# (8496) Jandlsmith
(8496) Jandlsmith est un astéroïde de la ceinture principale.

## Description
(8496) Jandlsmith est un astéroïde de la ceinture principale. Il fut découvert le 16 août 1990 à Harvard par l'observatoire Oak Ridge. Il présente une orbite caractérisée par un demi-grand axe de 3,13 UA, une excentricité de 0,09 et une inclinaison de 10,6° par rapport à l'écliptique.